# Tramwaje w Heluanie
Tramwaje w Heluanie − nieistniejący system tramwajowy w Kairze w dzielnicy Heluan, wcześniej odrębnym mieście.
Tramwaje w Heluanie uruchomiono 19 lutego 1981. Sieć składa się z trzech wąskotorowych (1000 mm) tras, które wychodzą z Omar ibn Adb el Aziz. Na sieci eksploatowane były tramwaje Kinki-Sharyo produkcji japońskiej. W mieście działała jedna zajezdnia tramwajowa. Sieć została zniszczona podczas rewolucji i nie została odbudowana.